# 藁科玄隆
藁科 玄隆（わらしな げんりゅう、宝暦13年（1763年） - ?）は、江戸時代後期の医師。

## 経歴・人物
佐藤中陵に本草学を学び、出羽米沢藩上杉氏の侍医となる。文政8年（1825年）より藩の「本草会」の頭取となる。文政13年（1830年）には本草学についての全50巻の著書『本草考彙』を著した。『本草考彙』は中国・明の本草学者李時珍の『本草綱目』の分類に従い、佐藤成裕、曽槃、小野職博などの説を中心に纏めた書である。